# Simulium longitruncum
Simulium longitruncum es una especie de insecto del género Simulium, familia Simuliidae, orden Diptera.
Fue descrita científicamente por Zhang & Chen, 2003.